# Niña con globo
Niña con globo es un  mural realizado por el artista del grafiti Banksy en Londres (Reino Unido). El mural representa a una niña dejando ir un globo rojo en forma de corazón. Una encuesta realizada por Samsung en 2017 la colocó como la obra de arte favorita número 1 del Reino Unido.
Banksy usó una variante de esta imagen en su campaña de 2014 en apoyo a los refugiados sirios. Otra variante que Banksy creó para las Elecciones generales del Reino Unido de 2017 generó controversia después de que ofreciera impresiones gratis para algunos votantes anti-Conservadores, por lo que pronto retiró la oferta.
El 11 de octubre de 2018, una copia de la obra fue subastada por 1.04 millones de libras esterlinas. Inmediatamente la obra fue destruida parcialmente  por una trituradora escondida en el marco, y fue renombrada por el autor como El amor está en la papelera.

## Historia
En 2007, se vendió por £37,200 en Sotheby's. Sincura Group removió el mural de una tienda del este de Londres y lo vendió por £500,000 el 19 de septiembre de 2015.
En marzo de 2014, siendo el tercer aniversario del conflicto en Siria, Banksy reelaboró la pintura para representar un refugiado sirio y añadió el hashtag #WithSyria. El 13 de marzo, la imagen fue proyectada en la Torre Eiffel y en la columna de Nelson. Se lanzó un vídeo animado mostrando animación basada en la obra de Banksy, narrado por Idris Elba, y musicalizado por Elbow. Semanas después, el cantante Justin Bieber se hizo un tatuaje basado en la obra original y publicó una fotografía del tatuaje en Instagram, para después borrar la publicación. Banksy republicó la fotografía de Bieber en su página de Facebook con el comentario "Controversial".
En noviembre de 2015, una impresión de la pintura fue subastada en £56,250, más de dos veces su valor estimado.
En julio de 2017, una encuesta de Samsung a 2,000 personas del Reino Unido pidió a los participantes que clasificaran veinte piezas de arte británico. Los resultados de la encuesta colocaron a Niña con Globo como la obra de arte favorita número 1 de la gente.
El 5 de octubre de 2018, una copia enmarcada hecha en el año 2006 fue subastada y vendida en Sotheby's por £1,042,000, un récord para el artista. Momentos después de que la subasta cerró, la obra de arte empezó a autodestruirse mediante una trituradora de papel mecánica escondida que Banksy había instalado al fondo de marco. Sólo la mitad inferior se trituró. Al día siguiente Banksy publicó una imagen de la autodestrucción en Instagram con el texto "Going, going gone..." ("Se va, se va, se fue..."); y un vídeo con el texto "The urge to destroy is also a creative urge" ("El impulso de destruir es también un impulso creativo"), citando a Pablo Picasso. También publicó en un video de YouTube el texto "A few years ago I secretly built a shredder into a painting, in case it was ever put up for auction" ("Hace unos pocos años instalé secretamente una trituradora en una pintura, en caso de que alguna vez se pusiera en subasta"). Sotheby's dijo "No hemos experimentado esta situación anteriormente en la cual una pintura espontáneamente se triture", lo que llevó a algunos observadores del mercado de arte a especular que los restos de la obra valdrán aún más. En respuesta a esto, se han publicado diversas hipótesis sobre un posible contubernio involucrando a Banksy y Sotheby's para incrementar el valor de la copia enmarcada. Sotheby’s afirmó en un comunicado que era la primera vez que un nuevo trabajo artístico se creaba durante una subasta.

### Controversia de la elección general del Reino Unido
A comienzos de junio de 2017 antes de las Elecciones generales del Reino Unido, Banksy presentó una variante de Niña con Globo con el globo pintado con el diseño de la Union Jack. Banksy Inicialmente ofreció enviar una impresión gratis a votantes registrados en ciertas circunscripciones que entregaran prueba fotográfica  de que habían votado contra los Tories. La oferta incluyó una renuncia de responsabilidad: "Esta impresión es un souvenir de material de campaña, de ninguna manera pretende influir en las elecciones del electorado". Banksy canceló esta oferta el 6 de junio de 2017 después de que la Comisión Electoral del Reino Unido le advirtió que podría violar leyes electorales en materia de soborno e invalidar los resultados de la elección en aquellas circunscripciones.